# Клабучища (община Дебър)
 Тази статия е за селото в Дебърско, Албания.  За селото в Гърция вижте Клабучища.  
Клабучища (на албански: Kllobçisht или Kllobçishti или Klloboçisht) е село в Република Албания, община Дебър, административна област Дебър.

## География
Селото е разположено в историкогеографската област Поле в западното подножие на планината Дешат, до самата граница със Северна Македония.

## История

### В Османската империя
Според османско преброяване от 1467 година в Клобчищ има 11 домакинства.
Около 1840 година имотите на селото са заграбени насилствено от Иляз паша и то е превърнато в чифлигарско. По-късно жителите успяват да се откупят.
В XIX век Клабучища е смесено християнско-мюсюлманско село в Дебърска каза на Османската империя. В „Етнография на вилаетите Адрианопол, Монастир и Салоника“, издадена в Константинопол в 1878 година и отразяваща статистиката на населението от 1873 година Кумучища (Coumoutchichta) е посочено като село с 42 домакинства с 55 жители помаци и 88 българи.
Според статистиката на Васил Кънчов („Македония. Етнография и статистика“) в Клабучища живеят 90 души българи християни и 420 души българи мохамедани.
На Етнографската карта на Битолския вилает на Картографския институт в София от 1901 година Клобучища е чисто помашко (българомохамеданско) село в Дебърската каза на Дебърския санджак с 38 къщи.

### В Албания
След Балканската война в 1913 година селото попада в новосъздадена Албания.
В 1915 година, по време на Първата световна война, селото е анексирано от Царство България. Към 1 март 1916 година Клубучища е част от Банищката община на българската Дебърска околия.
През Първата световна война австро-унгарските военни власти провеждат преброяване в 1916-1918 година в окупираните от тях части на Албания и Клабучища е регистрирано като село с 530 албанци и 6 цигани, общо 536 мюсюлмани. Езиковедите Клаус Щайнке и Джелал Юли смятат резултатите от преброяването за точни.
В рапорт на Сребрен Поппетров, главен инспектор-организатор на църковно-училищното дело на българите в Албания, от 1930 година Клабучища е отбелязано като вече напълно албанизирано село със 70 мюсюлмански къщи.
До 2015 година селото е част от община Макелари.